# Chiesa di San Bartolomeo (Rapolano Terme)
La chiesa di San Bartolomeo (o chiesa del Santo) è un edificio sacro che si trova a Rapolano Terme.

## Descrizione
Di origine romanica, priva di facciata e inglobata tra due edifici, era in antico collegata ad un ospizio per pellegrini e infermi chiamato Ospedale del Santo, soppresso nel 1752. La parete in pietra ha un semplice portale con arco a tutto sesto e un altro simile murato, e un piccolo campanile a vela. Sulla parete destra sono emersi affreschi trecenteschi (San Michele Arcangelo e San Francesco).
L'altare maggiore ha una bella tela di Vincenzo Rustici (1557-1632) raffigurante la Madonna col Bambino, san Bartolomeo e san Cristoforo. Sulla parete sinistra è l'altare in stucco dedicato a sant'Antonio da Padova, modellato secondo le cornici architettoniche quattrocentesche, con paraste laterali, cornicione a festoni e lunetta con il Martirio di san Bartolomeo.